# Piper khasianum
Tiêu núi khasia là một loài trong chi Hồ tiêu phân bố ở độ cao 300-600m, môi trường sống của nó là các khu rừng..